# Trachycaulus
Trachycaulus is een monotypisch geslacht van sponsdieren uit de klasse van de Hexactinellida.

## Soort
- Trachycaulus gurlitti Schulze, 1886